# Macabuna melanocephala
Macabuna melanocephala är en svampart som beskrevs av Buriticá 1996. Macabuna melanocephala ingår i släktet Macabuna och familjen Phakopsoraceae.   Inga underarter finns listade i Catalogue of Life.